# Niwa Yasujirō
Niwa Yasujirō (japanisch 丹羽 保次郎; geboren 1. April 1893 in Matsusaka (Präfektur Mie); gestorben 28. Februar 1975) war ein japanischer Elektroingenieur und ein Erfinder der drahtlosen Faksimile-Übertragung.

## Leben und Wirken

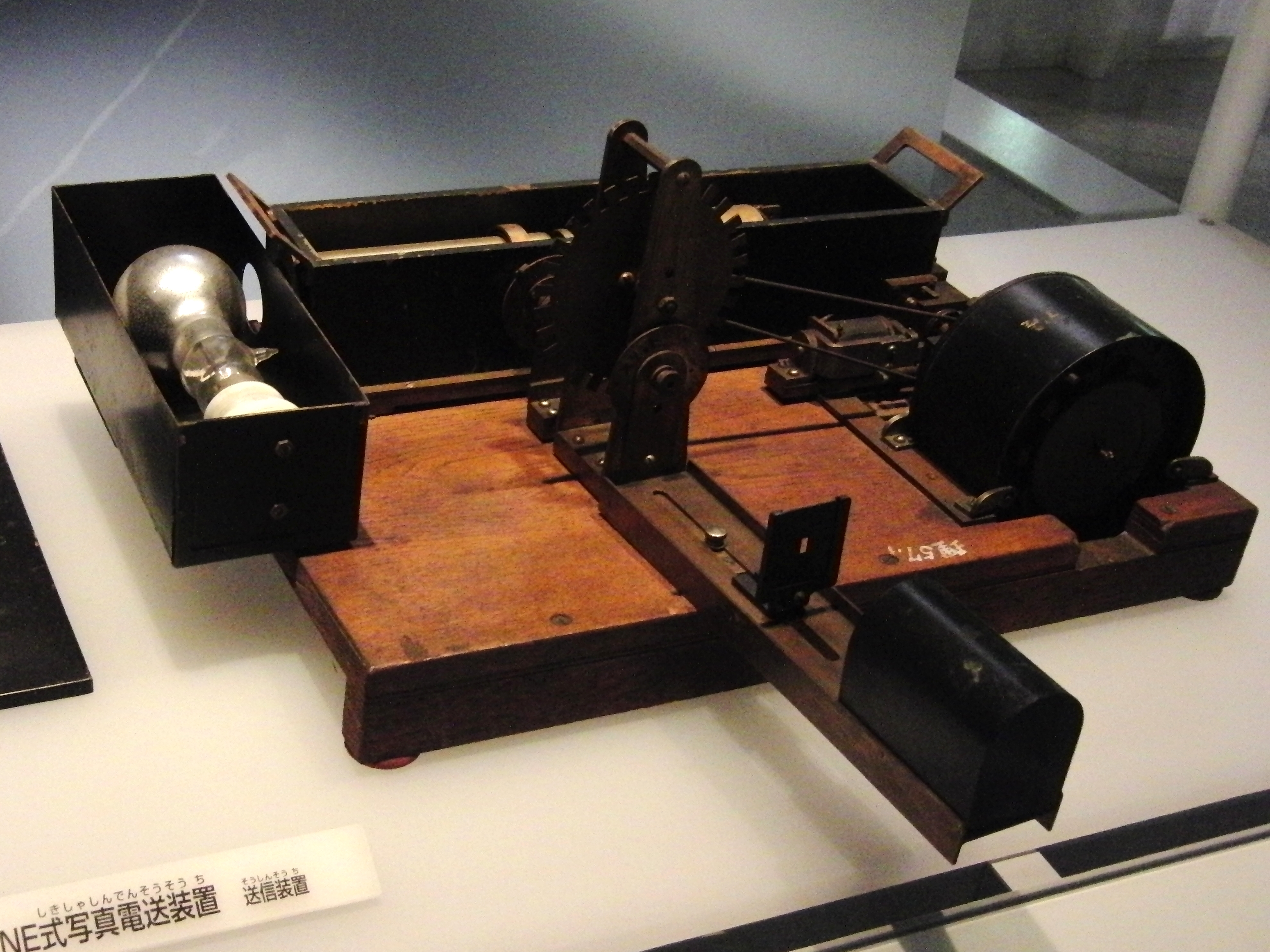
NE-Fax Sender

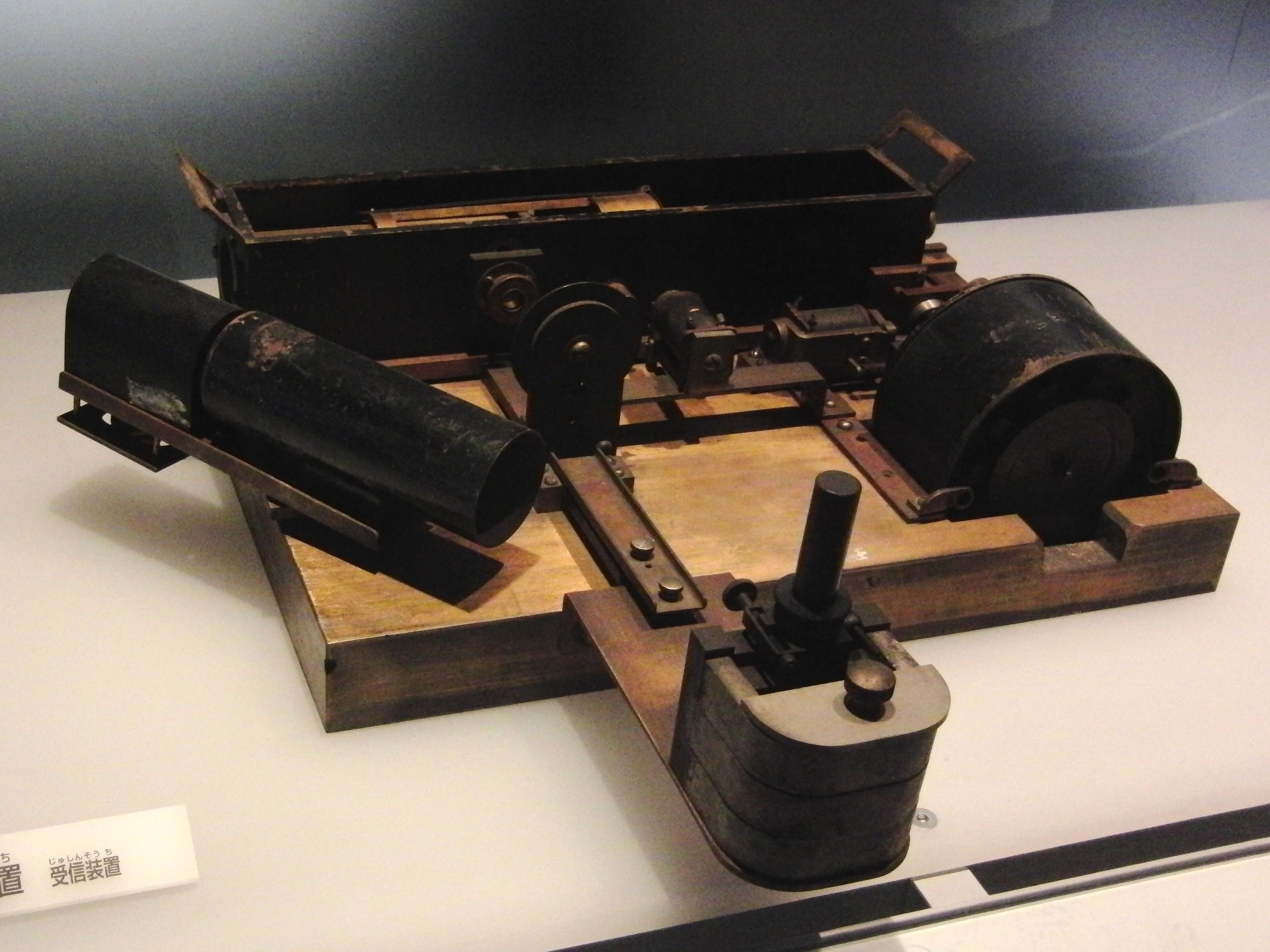
NE-Fax Empfänger

Niwa Yasujirō schloss 1916 sein Studium an der Fakultät für Elektro- und Elektroniktechnik der Universität Tokio ab und begann eine Arbeit im Prüflabor des Ministeriums für Kommunikation (japanisch 逓信省電気試験所, Teishin-shō denki shikenjo). 1924 wurde er von der Elektrofirma NEC abgeworben. 1926 bereiste er Europa, um die dortigen Fernmeldetechniken zu studieren. 1928 entwickelte er das NE-Faxgerät, mit dem es ihm im Herbst desselben Jahres erfolgreich gelang, die Kaiserkrönungszeremonie in Kyōto für die Zeitung Mainichi Shimbun eine kabelgebundene Übertragung zwischen Osaka und Tokio vorzunehmen. Während der Olympischen Sommerspiele 1936 gelang ihm eine drahtlose Übertragung von Berlin nach Tokio über 8000 km, eine Leistung, für die er mit dem kaiserlichen Sonderpreis der Akademie der Wissenschaften ausgezeichnet wurde.
1942 wurde Niwa mit dem „Tōnichi-Daimai-Tsūshin-Preis“ (japanisch 東日・大毎通信賞) ausgezeichnet. Er wurde NEC-Geschäftsführer und Chefingenieur, verließ dann 1947 die Firma. Von 1949 bis 1964 war er Präsident der „Tokyo Denki University“ (japanisch 東京電機大学). 1956 erhielt er den „NHK-Kulturpreis“ (japanisch NHK放送文化賞) und 1959 als Person mit besonderen kulturellen Verdiensten geehrt und mit dem Kulturorden ausgezeichnet. Im selben Jahr wurde er Ehrenbürger seiner Heimatstadt Matsusaka. Anlässlich des Hundertjährigen Bestehens des Japanischen Patentsystems 1985 wurde er als einer der zehn wichtigsten Erfinder gewürdigt.
Zu Niwas Schriften gehört „Musen shashin densō“ (japanisch 無線写真電送) – „Drahtlose Fotoübermittlung“.